# Trevor Donovan
Trevor Donovan Neubauer (Bishop, 11 de outubro de 1978) é um ator e modelo americano. Mais conhecido por seus papéis em Days of our Lives e 90210.

## Biografia
Trevor Donovan nasceu em Bishop, Califórnia, mas cresceu em Mammoth Lakes.
Em 2007, atuou na soap opera Days of our Lives, como Jeremy Horton.
Em 2009, ganhou um papel menor no filme de ficção científica Surrogates, como substituto de Tom Greer (Bruce Willis). Em junho de 2009, conseguiu o papel como Teddy Montgomery em 90210, que apareceu pela primeira vez em 8 de setembro de 2009.  Com o destaque do seu personagem, ele se tornou regular na série. Foi relatado que seu personagem iria sair como gay na terceira temporada, que estreou em 13 de setembro de 2010.
Em 2011, Donovan foi escalado para o filme Savages, lançado em julho de 2012. Ele fez o teste para um outro papel que foi cortado, mas depois de ver a fita de Donovan, Stone escreveu-lhe uma pequena participação que não estava no livro.
Logo após o fim de 90210 em 2013, ele conseguiu um papel recorrente na terceira temporada de Melissa & Joey.

## Filmografia

### Televisão
| Ano       | Título                     | Papel            | Notas                                                           |
| --------- | -------------------------- | ---------------- | --------------------------------------------------------------- |
| 2015      | Texas Rising               | Kit Acklin       | Minissérie                                                      |
| 2014      | Awkward.                   | Stevie           | Episódio: "My Personal Statement"                               |
| 2013-2014 | Melissa & Joey             | Austin           | Recorrente - 5 episódios                                        |
| 2013      | Drop Dead Diva             | Keith            | Episódio: "50 Shades of Grayson"                                |
| 2013      | The Client List            | Dashiell Codd    | Episódios: "Whatever It Takes" e "My Main Trial Is Yet to Come" |
| 2009-2013 | 90210                      | Teddy Montgomery | Elenco regular - 58 episódios                                   |
| 2011      | CSI: Investigação Criminal | Spartan          | Episódio: "Man Up"                                              |
| 2007      | Days of Our Lives          | Jeremy Horton    | 111 episódios                                                   |
| 2004      | Quintuplets                | Waiter           | Episódio: "Date Night"                                          |

### Cinema
| Ano  | Título                  | Papel                    |
| ---- | ----------------------- | ------------------------ |
| 2015 | Love Finds You in Charm | Noah Weaver              |
| 2014 | Bermuda Tentacles       | Chief Trip Oliver        |
| 2013 | A Snow Globe Christmas  | Eric                     |
| 2012 | Strawberry Summer       | Jason Keith              |
| 2011 | Savages                 | Matt (Namorado de Magda) |
| 2011 | Birds of a Feather      | Trevor                   |
| 2010 | Takers                  | Rahway Body Double       |
| 2009 | Surrogates              | Surrie / Greer           |